# Spanische Golddistel
Die Spanische Golddistel oder Goldwurzel (Scolymus hispanicus) ist eine Pflanzenart aus der Gattung der Scolymus in der Familie der Korbblütler (Asteraceae).

## Beschreibung

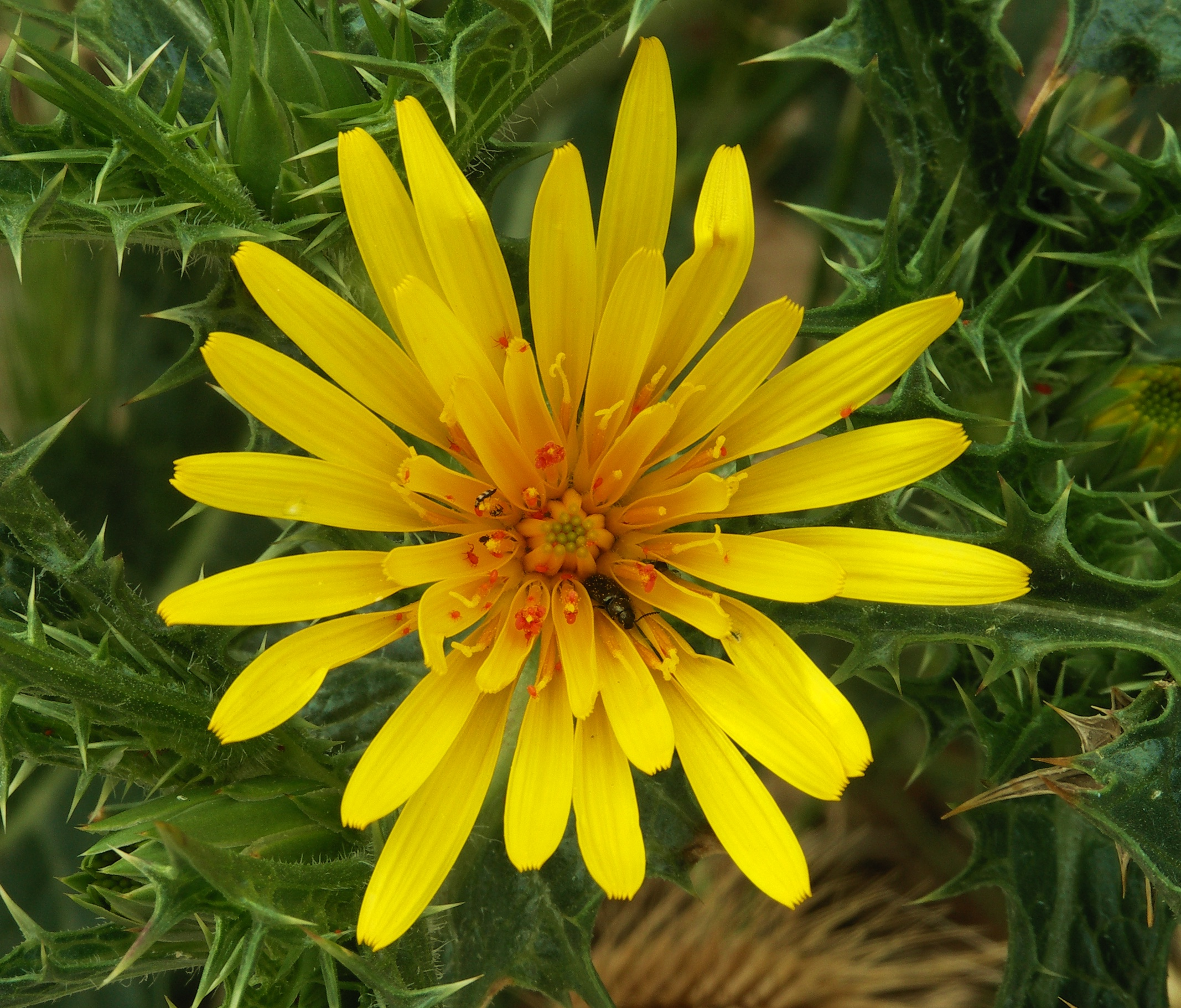
Blütenkorb

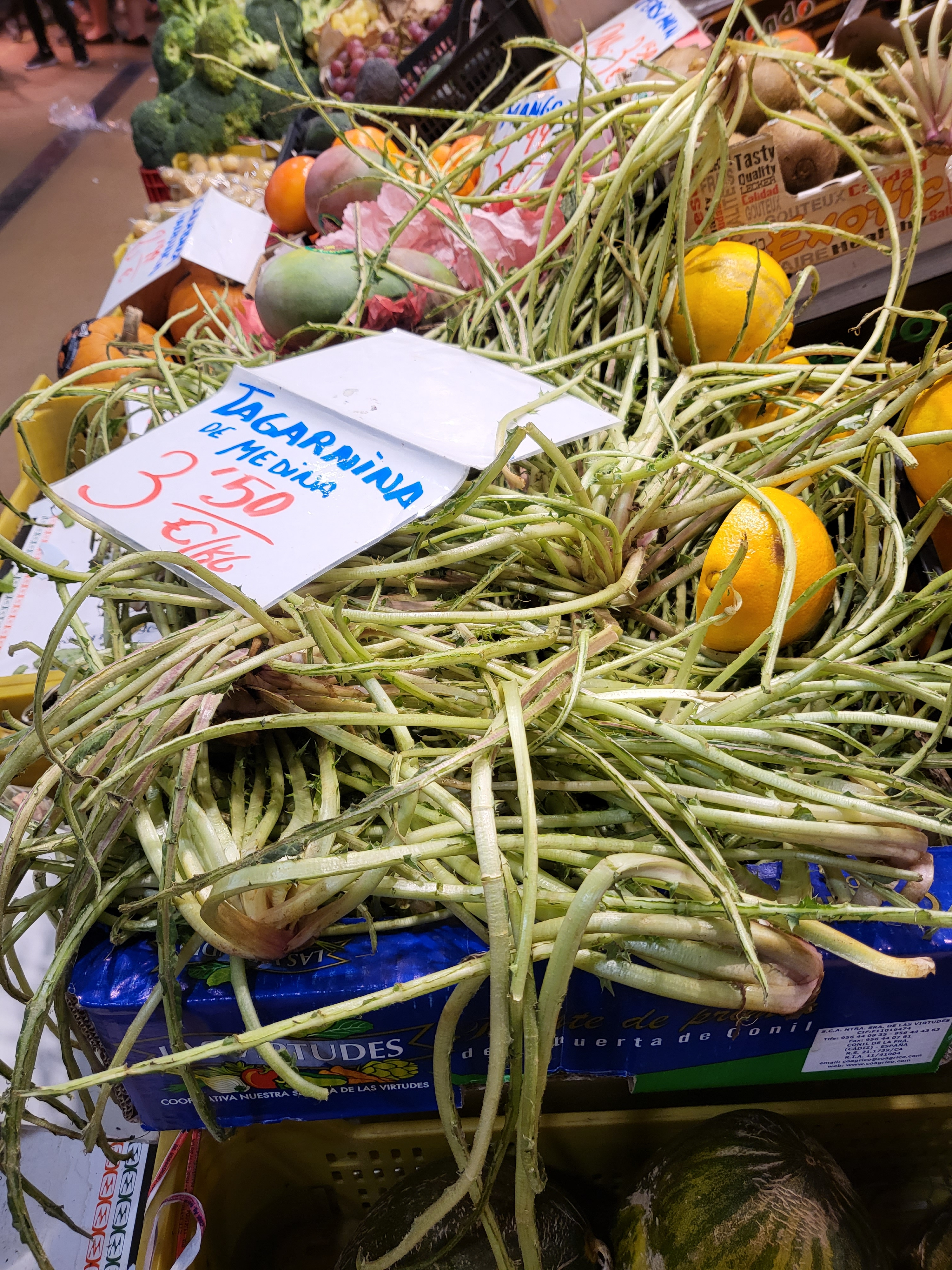
Blattrippen auf dem Markt

Die Spanische Golddistel ist eine zweijährige Pflanze, die Wuchshöhen von 20 bis 100 Zentimeter erreicht. Die Art ist distelartig und wächst aufrecht sowie meist verzweigt. Der Stängel ist stachelig geflügelt.
Die herablaufenden, stachelspitzigen Stängelblätter sind starr und buchtig fiederteilig bis -schnittig. Ihre einzelnen Abschnitte sind stachelig gezähnt. Der Rand der Blätter ist nur wenig verdickt. Die unteren Blätter sind gestielt und stachelig aber weicher.
Die sitzenden oder kurz gestielten Blütenkörbe sind end- und achselständig. Ihr Durchmesser beträgt bis 3 Zentimeter. Die mehrreihigen Hüllblätter sind eilanzettlich, spitz und weisen kaum eine Behaarung auf. Sie werden von drei langen, stacheligen Hochblättern überragt. Die vielen Zungenblüten sind bis 17 Millimeter lang, goldgelb gefärbt und außen weiß behaart. Röhrenblüten fehlen.
Der Pappus der verkehrt-eiförmigen, abgeflachten Achänen besteht aus kurzen, spitzen Schuppen (Krönchen) sowie 2–3 Borsten. Die Spreublätter umschließen die Früchte. 
Blütezeit ist von Juni bis September.
Die Chromosomenzahl beträgt 2n = 20.

## Vorkommen
Die Spanische Golddistel kommt im Mittelmeerraum und auf den Kanarischen Inseln an Wegrändern, auf Schuttplätzen und auf Brachland vor. Ihre Verbreitung reicht nördlich bis ins nordwestliche Frankreich.

## Systematik
Es können zwei Unterarten unterschieden werden:
- Scolymus hispanicus L. subsp. hispanicus
- Scolymus hispanicus subsp. occidentalis F. M. Vázquez: Sie kommt ursprünglich in Marokko, Algerien, Libyen, Portugal, Spanien, auf den Balearen, Frankreich, Italien und Sardinien vor.[3] Auf den Kanaren ist die Ursprünglichkeit zweifelhaft.[3]

Die Unterart Scolymus hispanicus subsp. grandiflorus (Desf.) P. Fourn. wird heute meist als eigenständige Art Scolymus grandiflorus Desf. angesehen.

## Verwendung
Die äußeren Wurzelteile werden wie Schwarzwurzeln, die Mitteladern der Blattrosette und auch die Spreiten werden als Gemüse gegessen.
Die Blüten werden wie Safran verwendet.